# Марайас (перевал)
 Марайас (амер. англ. Marias Pass, дословный перевод — Марийский перевал, Перевал Марии) — перевал в Скалистых горах, расположенный близ национального парка Глейшер на северо-западе штата Монтана, США. Перевал пересекают железнодорожная линия, которую используют сразу несколько компаний, и автомобильное шоссе № 2. Высота над уровнем моря составляет 5213 футов (1588 м).

## История
Перевал обнаружил в декабре 1889 года главный инженер Джон Стивенс строящейся железной дороги Great Northern Railway. Он слышал немало слухов о существовании перевала ещё за несколько лет до этого, поэтому, взяв в проводники одного из индейцев племени черноногих, Стивенс направился на его поиски, которые вскоре увенчались успехом. Перевал оказался идеальным местом для прокладки дороги: открытый, ширина от полутора до девяти километров, довольно сглаженный рельеф, позволяющий избежать значительных земляных работ. 1 августа 1890 года было начато строительство железной дороги вдоль русла реки («вольным ходом»).
В настоящее время железную дорогу в основном использует BNSF Railway (прямая наследница Great Northern Railway), которая водит через перевал грузовые поезда, а также Amtrak, у которого через перевал ходит фирменный поезд «Empire Builder». На вершине перевала установлена статуя первооткрывателя — Джона Франка Стивенса.
Перевал присутствует в игре Microsoft Train Simulator, а также в качестве дополнения к играм Railworks (Train Simulator 2013) и Trainz (2004, 2006, 12 и T:ANE).